# Джиндабайн
«Джиндабайн» — кинофильм-драма режиссёра Рэя Лоуренса, вышедший на экраны в 2005 году .

## Сюжет
Четверо друзей уже давно завели привычку каждый год уезжать на природу и проводить время вдали от мирской суеты, наслаждаясь рыбалкой. Однако на этот раз улов их шокировал — вместо очередной рыбы они вытащили из озера тело девушки. Но вместо того, чтобы немедленно сообщить в полицию, друзья провели в лагере ещё один день…

## Роли
| Актёр              | Роль               |
| ------------------ | ------------------ |
| Крис Хейвуд        | Грегори (маньяк) - |
| Татиа Рейли        | Сюзан (жертва) -   |
| Лора Линни         | Клэр -             |
| Шон Рис-Уимис      | Том -              |
| Гэбриэл Бирн       | Стюарт -           |
| Деборра-Ли Фёрнесс | Джуд -             |
| Джон Ховард        | Карл -             |
| Ева Ладзаро        | Кейлин-Каландрия - |

## Интересные сведения
Актриса Татиа Рейли, которая снялась в роли погибшей девушки-аборигенки, больше не снималась в кино из-за того, что боролась с героиновой зависимостью, из-за чего неоднократно имела проблемы с законом .

## Съемочная группа
- режиссёр — Рэй Лоуренс
- сценарист — Беатрикс Кристиан, Рэймонд Карвер
- продюсер — Катрин Джармен, Филиппа Бейтман, Гарри Чарни
- композитор — Пол Келли[англ.], Дэн Ласкомб